# Friedrich Höft

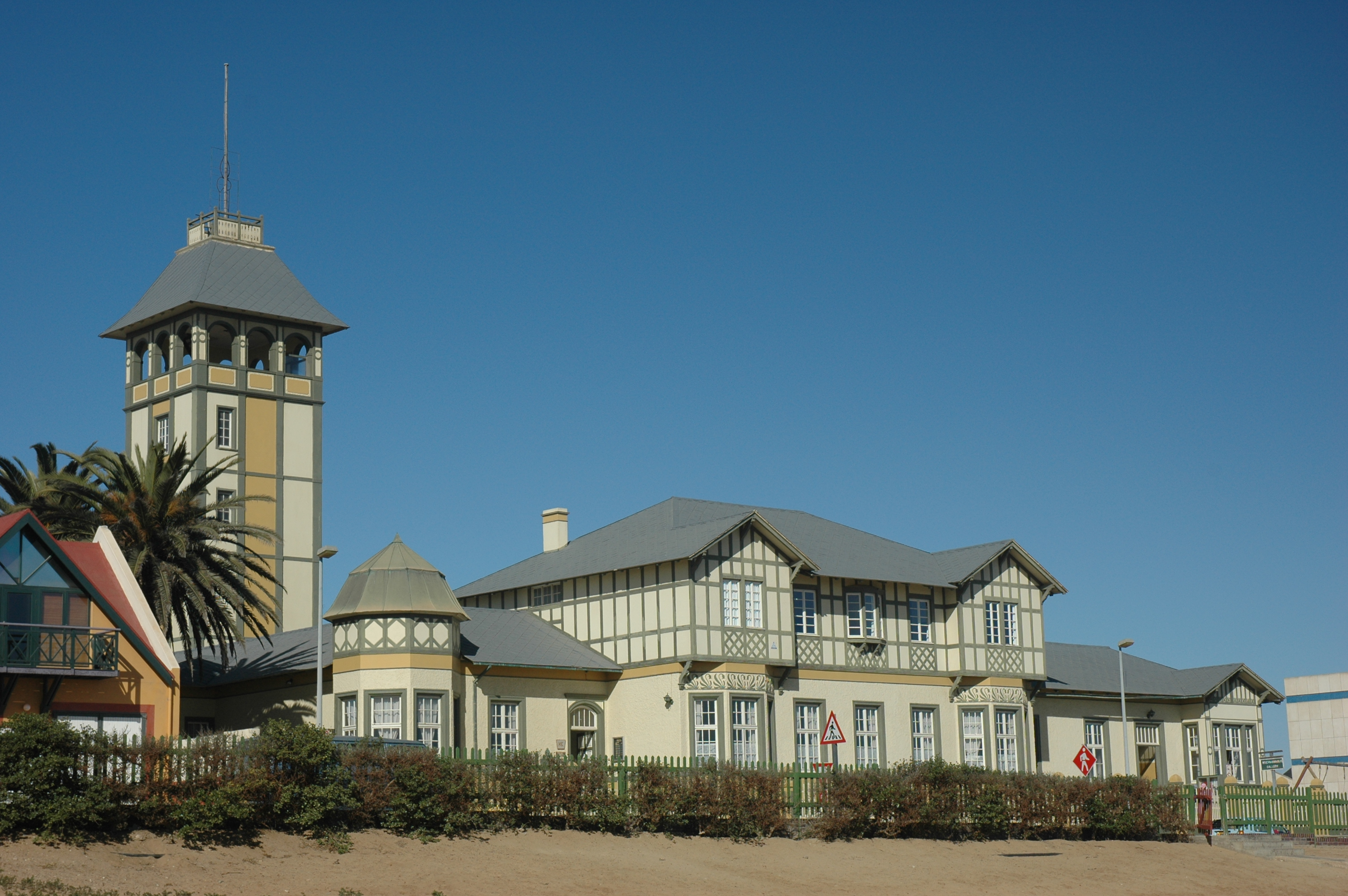
Woermannhaus

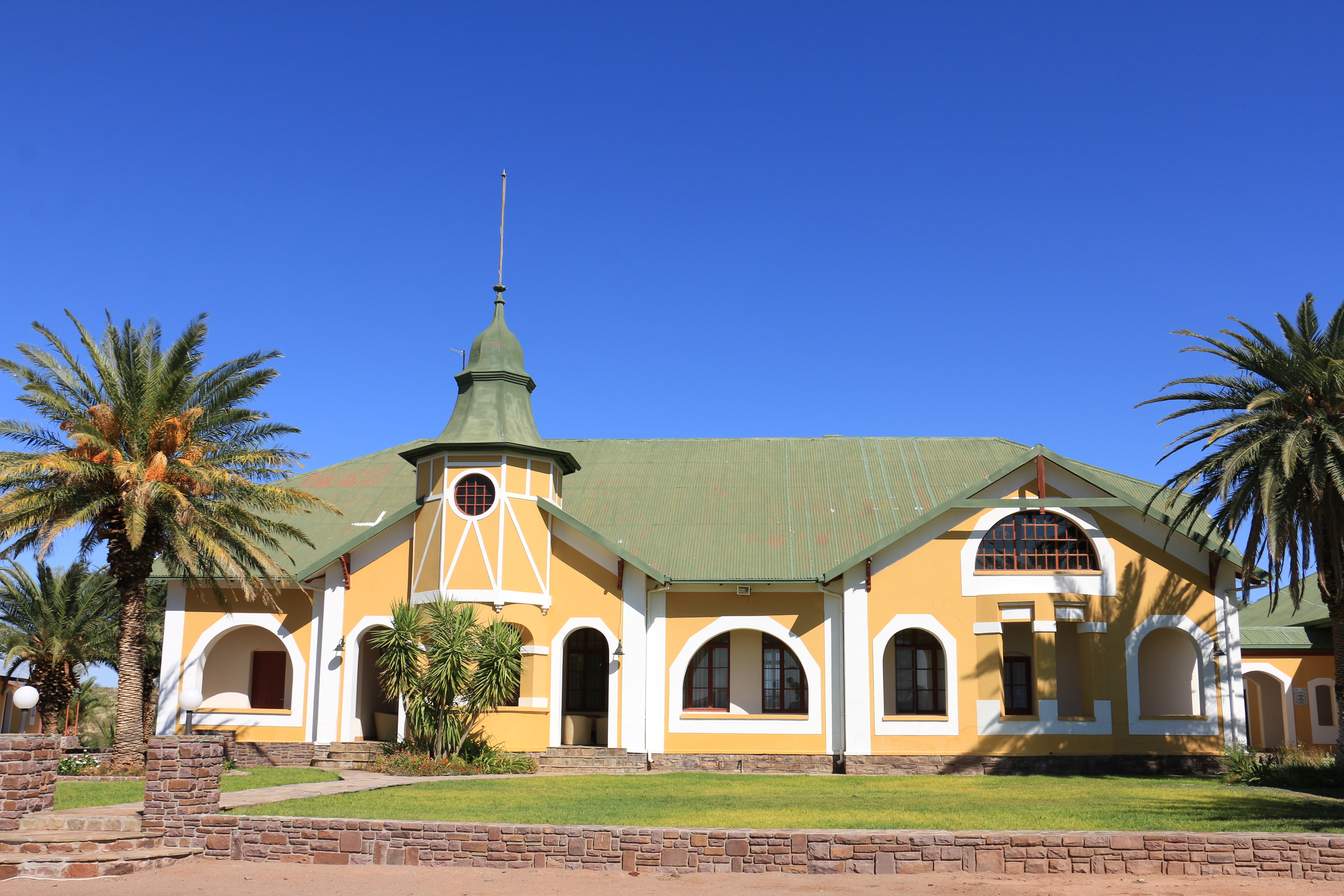
Farmhaus Gras

Friedrich Höft (* 19. Jahrhundert; † 20. Jahrhundert) war ein deutscher Architekt in Deutsch-Südwestafrika, dem heutigen Namibia. Er war Unternehmensarchitekt der Woermann-Linie.
Höfts Bauten waren vor allem vom Werk „Das englische Haus“ von Hermann Muthesius inspiriert. Er kombinierte diesen mit dem Landhausstil, insbesondere der Nutzung von Türmen. Elemente des Jugendstil sind ebenso zu finden.

## Bauten (Auswahl)
- Woermannhaus (1904/05), Swakopmund
- Farmhaus Gras (1908), bei Maltahöhe